# Pico Truncado
Pico Truncado är en ort i Argentina.   Den ligger i provinsen Santa Cruz, i den södra delen av landet, 1 600 km sydväst om huvudstaden Buenos Aires. Pico Truncado ligger 286 meter över havet och antalet invånare är 14 985.
Terrängen runt Pico Truncado är mycket platt.
Omgivningarna runt Pico Truncado är i huvudsak ett öppet busklandskap. Trakten runt Pico Truncado är nära nog obefolkad, med mindre än två invånare per kvadratkilometer.